# Polca montuvia
La polca montuvia es un género musical tradicional del litoral ecuatoriano. Está relacionado con los bailes de salón que se bailaba en la ciudad en contraste con los fandangos que bailaban en el campo. Sin embargo fue adoptado por los campesinos de Ecuador convirtiéndose en la "polca montuvia". Tuvo popularidad en la provincia de El Oro, por lo que fue llamado muchas veces "polca orense". 

## Reseña
La Polca orense también se la conoce como "General Serrano" en honor a una canción con este título, que forma parte de los cantos montoneros y chapulos, del litoral y está relacionado con la revolución liberal de Ecuador. Su origen es europeo y llega al Ecuador en el siglo XIX a través de la gente acaudalada quienes viajaban a Europa.
Con este género musical, se busca enaltecer al campesino del litoral en la regionalidad cultural porteña y montubia. Dependiendo de qué parte de la costa existen las siguientes polcas:
- La Puerca raspada, en provincia de El Oro
- El gallinacito, en la provincia del Guayas
- El saca tu pie, de la ciudad de Guayaquil
- La Serena, en la provincia de Los Ríos
- El Tábano, en la provincia de Los Ríos
- Los Traviesos, de la provincia de El Oro